# Aljaksandr Kultschy
Aljaksandr Mikalajewitsch Kultschy (belarussisch Аляксандр Мікалаевіч Кульчы, russisch Александр Николаевич Кульчий ‚Alexander Nikolajewitsch Kultschi‘; * 1. November 1973 in Minsk) ist ein ehemaliger belarussischer Fußballspieler. Er ist mit 101 Einsätzen der Rekordnationalspieler von Belarus.

## Karriere

### Verein
Der Mittelfeldspieler begann seine Karriere 1991 beim FK Homel. Bis 1996 war in Belarus für Fandok Babrujsk und FK Slawija-Masyr aktiv. 1997 wechselte er in die russische Premjer-Liga zum FK Dynamo Moskau. 2000 wurde Kultschy vom russischen Zweitligisten Schinnik Jaroslawl verpflichtet. Zwischen 2005 und 2007 stand er bei Tom Tomsk unter Vertrag. 2008 folgte wieder der Wechsel in die zweite russische Liga zum FK Rostow. In der Saison 2011/12 spielte der Belarusse beim FK Krasnodar. 2012 landete er erneut in der zweiten Liga beim FK Sibir Nowosibirsk. Im Frühjahr 2013 ging Kultschy in die kasachische Premjer-Liga zu Irtysch Pawlodar, wo er auch seine aktive Laufbahn beendete.

### Nationalmannschaft
Sein Debüt für Belarus gab er am 14. Februar 1996 im Spiel gegen Türkei. Sein erstes Tor für die belarussische A-Nationalmannschaft erzielte Kultschy beim 2:2-Unentschieden im Freundschaftsspiel gegen Aserbaidschan am 27. Mai 1996.

## Titel und Erfolge
- Fußballer des Jahres in Belarus: 2009